# قره‌آغاج (محله)
قره آغاج یکی از کوی‌های تاریخی و کهن شهر تبریز است که در سوی باختر این شهر است. این کوی از سوی شمال به کوی‌های حکم‌آباد و ویجویه، از سوی جنوب به کوی کوچه‌باغ، از سوی خاور به کوی گجیل و از سوی باختر به کوی آخونی می‌رسد. برای فراوانی درختان بزرگ و تاریخی نارون (به زبان ترکی آذربایجانی: قره آغاج) در این منطقه این کوی بدین نام خوانده می‌شود. امروزه خیابان قدس به‌عنوان اصلیترین خیابان کوی قره‌ آغاج شناخته می‌شود.
در کتاب‌های تاریخی مانند: الشقایق النعمانیه فی علماء الدولة العثمانیه و تاریخ عالم آرای امینی آمده است که این کوی تا سده‌های نهم و دهم هجری از کوی‌های اصلی شهر تبریز به شمار نمی‌رفته و از روستاهای پیرامونی آن محسوب می‌شده است.  مسجد تاریخی حاج میری در کوی قره‌ آغاج است.
مهمترین کوچهٔ کوی قره‌ آغاج کوچهٔ طاقلار است که در گذشته سرپوشیده و طاقدار بوده و دروازهٔ قره‌ آغاج در ورودی این کوچه بود. پیشتر دخمه‌ای در کوچهٔ طاقلار یافت شد و برخی را اعتقاد بر این است که آرامگاه شمس تبریزی است.
نادر میرزا دربارهٔ قره‌ آغاج می‌نویسد:
قرا آغاج کویی است به مغرب شهر سکان آن اهل معرفت و صناعت و بساتین آن نیز اندک است. کدخدای این کوی آقای صادق مردی است کاردان و به وراثت از حال این شغل به وی رسیده و در خوی آن مرد تندی و جلادت باشد. بیشتر سخن از حرب و آلات آن کند.

## آثار تاریخی
- مسجد تاریخی «حاج میری»
- آرامگاه شمس تبریزی

## افراد مشهور
- شمس تبریزی

- حسن قاوال
- اصغر خوش زبان
- فضه خانوم